# Tegenaria maderiana
Tegenaria maderiana là một loài nhện trong họ Agelenidae.
Loài này thuộc chi Tegenaria. Tegenaria maderiana được Tord Tamerlan Teodor Thorell miêu tả năm 1875.